# 1371
Portal Geschichte | Portal Biografien | Aktuelle Ereignisse | Jahreskalender | Tagesartikel

◄ |
13. Jahrhundert |
14. Jahrhundert
| 15. Jahrhundert | ►

◄ |
1340er |
1350er |
1360er |
1370er
| 1380er | 1390er | 1400er | ►

◄◄ |
◄ |
1367 |
1368 |
1369 |
1370 |
1371
| 1372 | 1373 | 1374 | 1375 | ► | ►►
Staatsoberhäupter  · Nekrolog
| Januar | Januar | Januar | Januar | Januar | Januar | Januar | Januar |
| Kw     | Mo     | Di     | Mi     | Do     | Fr     | Sa     | So     |
| ------ | ------ | ------ | ------ | ------ | ------ | ------ | ------ |
| 1      |        |        | 1      | 2      | 3      | 4      | 5      |
| 2      | 6      | 7      | 8      | 9      | 10     | 11     | 12     |
| 3      | 13     | 14     | 15     | 16     | 17     | 18     | 19     |
| 4      | 20     | 21     | 22     | 23     | 24     | 25     | 26     |
| 5      | 27     | 28     | 29     | 30     | 31     |        |        |

| Februar | Februar | Februar | Februar | Februar | Februar | Februar | Februar |
| Kw      | Mo      | Di      | Mi      | Do      | Fr      | Sa      | So      |
| ------- | ------- | ------- | ------- | ------- | ------- | ------- | ------- |
| 5       |         |         |         |         |         | 1       | 2       |
| 6       | 3       | 4       | 5       | 6       | 7       | 8       | 9       |
| 7       | 10      | 11      | 12      | 13      | 14      | 15      | 16      |
| 8       | 17      | 18      | 19      | 20      | 21      | 22      | 23      |
| 9       | 24      | 25      | 26      | 27      | 28      |         |         |

| März | März | März | März | März | März | März | März |
| Kw   | Mo   | Di   | Mi   | Do   | Fr   | Sa   | So   |
| ---- | ---- | ---- | ---- | ---- | ---- | ---- | ---- |
| 9    |      |      |      |      |      | 1    | 2    |
| 10   | 3    | 4    | 5    | 6    | 7    | 8    | 9    |
| 11   | 10   | 11   | 12   | 13   | 14   | 15   | 16   |
| 12   | 17   | 18   | 19   | 20   | 21   | 22   | 23   |
| 1    | 24   | 25   | 26   | 27   | 28   | 29   | 30   |
| 14   | 31   |      |      |      |      |      |      |

| April | April | April | April | April | April | April | April |
| Kw    | Mo    | Di    | Mi    | Do    | Fr    | Sa    | So    |
| ----- | ----- | ----- | ----- | ----- | ----- | ----- | ----- |
| 14    |       | 1     | 2     | 3     | 4     | 5     | 6     |
| 15    | 7     | 8     | 9     | 10    | 11    | 12    | 13    |
| 16    | 14    | 15    | 16    | 17    | 18    | 19    | 20    |
| 17    | 21    | 22    | 23    | 24    | 25    | 26    | 27    |
| 18    | 28    | 29    | 30    |       |       |       |       |

| Mai | Mai | Mai | Mai | Mai | Mai | Mai | Mai |
| Kw  | Mo  | Di  | Mi  | Do  | Fr  | Sa  | So  |
| --- | --- | --- | --- | --- | --- | --- | --- |
| 18  |     |     |     | 1   | 2   | 3   | 4   |
| 19  | 5   | 6   | 7   | 8   | 9   | 10  | 11  |
| 20  | 12  | 13  | 14  | 15  | 16  | 17  | 18  |
| 21  | 19  | 20  | 21  | 22  | 23  | 24  | 25  |
| 22  | 26  | 27  | 28  | 29  | 30  | 31  |     |

| Juni | Juni | Juni | Juni | Juni | Juni | Juni | Juni |
| Kw   | Mo   | Di   | Mi   | Do   | Fr   | Sa   | So   |
| ---- | ---- | ---- | ---- | ---- | ---- | ---- | ---- |
| 22   |      |      |      |      |      |      | 1    |
| 23   | 2    | 3    | 4    | 5    | 6    | 7    | 8    |
| 24   | 9    | 10   | 11   | 12   | 13   | 14   | 15   |
| 25   | 16   | 17   | 18   | 19   | 20   | 21   | 22   |
| 26   | 23   | 24   | 25   | 26   | 27   | 28   | 29   |
| 27   | 30   |      |      |      |      |      |      |

| Juli | Juli | Juli | Juli | Juli | Juli | Juli | Juli |
| Kw   | Mo   | Di   | Mi   | Do   | Fr   | Sa   | So   |
| ---- | ---- | ---- | ---- | ---- | ---- | ---- | ---- |
| 27   |      | 1    | 2    | 3    | 4    | 5    | 6    |
| 2    | 7    | 8    | 9    | 10   | 11   | 12   | 13   |
| 29   | 14   | 15   | 16   | 17   | 18   | 19   | 20   |
| 30   | 21   | 22   | 23   | 24   | 25   | 26   | 27   |
| 31   | 28   | 29   | 30   | 31   |      |      |      |

| August | August | August | August | August | August | August | August |
| Kw     | Mo     | Di     | Mi     | Do     | Fr     | Sa     | So     |
| ------ | ------ | ------ | ------ | ------ | ------ | ------ | ------ |
| 31     |        |        |        |        | 1      | 2      | 3      |
| 32     | 4      | 5      | 6      | 7      | 8      | 9      | 10     |
| 33     | 11     | 12     | 13     | 14     | 15     | 16     | 17     |
| 34     | 18     | 19     | 20     | 21     | 22     | 23     | 24     |
| 35     | 25     | 26     | 27     | 28     | 29     | 30     | 31     |

| September | September | September | September | September | September | September | September |
| Kw        | Mo        | Di        | Mi        | Do        | Fr        | Sa        | So        |
| --------- | --------- | --------- | --------- | --------- | --------- | --------- | --------- |
| 36        | 1         | 2         | 3         | 4         | 5         | 6         | 7         |
| 37        | 8         | 9         | 10        | 11        | 12        | 13        | 14        |
| 38        | 15        | 16        | 17        | 18        | 19        | 20        | 21        |
| 39        | 22        | 23        | 24        | 25        | 26        | 27        | 28        |
| 40        | 29        | 30        |           |           |           |           |           |

| Oktober | Oktober | Oktober | Oktober | Oktober | Oktober | Oktober | Oktober |
| Kw      | Mo      | Di      | Mi      | Do      | Fr      | Sa      | So      |
| ------- | ------- | ------- | ------- | ------- | ------- | ------- | ------- |
| 40      |         |         | 1       | 2       | 3       | 4       | 5       |
| 41      | 6       | 7       | 8       | 9       | 10      | 11      | 12      |
| 42      | 13      | 14      | 15      | 16      | 17      | 18      | 19      |
| 43      | 20      | 21      | 22      | 23      | 24      | 25      | 26      |
| 44      | 27      | 28      | 29      | 30      | 31      |         |         |

| November | November | November | November | November | November | November | November |
| Kw       | Mo       | Di       | Mi       | Do       | Fr       | Sa       | So       |
| -------- | -------- | -------- | -------- | -------- | -------- | -------- | -------- |
| 44       |          |          |          |          |          | 1        | 2        |
| 45       | 3        | 4        | 5        | 6        | 7        | 8        | 9        |
| 46       | 10       | 11       | 12       | 13       | 14       | 15       | 16       |
| 47       | 17       | 18       | 19       | 20       | 21       | 22       | 23       |
| 48       | 24       | 25       | 26       | 27       | 28       | 29       | 30       |

| Dezember | Dezember | Dezember | Dezember | Dezember | Dezember | Dezember | Dezember |
| Kw       | Mo       | Di       | Mi       | Do       | Fr       | Sa       | So       |
| -------- | -------- | -------- | -------- | -------- | -------- | -------- | -------- |
| 49       | 1        | 2        | 3        | 4        | 5        | 6        | 7        |
| 50       | 8        | 9        | 10       | 11       | 12       | 13       | 14       |
| 51       | 15       | 16       | 17       | 18       | 19       | 20       | 21       |
| 52       | 22       | 23       | 24       | 25       | 26       | 27       | 28       |
| 1        | 29       | 30       | 31       |          |          |          |          |

| Januar | Januar | Januar | Januar | Januar | Januar | Januar | Januar |
| Kw     | Mo     | Di     | Mi     | Do     | Fr     | Sa     | So     |
| ------ | ------ | ------ | ------ | ------ | ------ | ------ | ------ |
| 1      |        |        | 1      | 2      | 3      | 4      | 5      |
| 2      | 6      | 7      | 8      | 9      | 10     | 11     | 12     |
| 3      | 13     | 14     | 15     | 16     | 17     | 18     | 19     |
| 4      | 20     | 21     | 22     | 23     | 24     | 25     | 26     |
| 5      | 27     | 28     | 29     | 30     | 31     |        |        |

| Februar | Februar | Februar | Februar | Februar | Februar | Februar | Februar |
| Kw      | Mo      | Di      | Mi      | Do      | Fr      | Sa      | So      |
| ------- | ------- | ------- | ------- | ------- | ------- | ------- | ------- |
| 5       |         |         |         |         |         | 1       | 2       |
| 6       | 3       | 4       | 5       | 6       | 7       | 8       | 9       |
| 7       | 10      | 11      | 12      | 13      | 14      | 15      | 16      |
| 8       | 17      | 18      | 19      | 20      | 21      | 22      | 23      |
| 9       | 24      | 25      | 26      | 27      | 28      |         |         |

| März | März | März | März | März | März | März | März |
| Kw   | Mo   | Di   | Mi   | Do   | Fr   | Sa   | So   |
| ---- | ---- | ---- | ---- | ---- | ---- | ---- | ---- |
| 9    |      |      |      |      |      | 1    | 2    |
| 10   | 3    | 4    | 5    | 6    | 7    | 8    | 9    |
| 11   | 10   | 11   | 12   | 13   | 14   | 15   | 16   |
| 12   | 17   | 18   | 19   | 20   | 21   | 22   | 23   |
| 1    | 24   | 25   | 26   | 27   | 28   | 29   | 30   |
| 14   | 31   |      |      |      |      |      |      |

| April | April | April | April | April | April | April | April |
| Kw    | Mo    | Di    | Mi    | Do    | Fr    | Sa    | So    |
| ----- | ----- | ----- | ----- | ----- | ----- | ----- | ----- |
| 14    |       | 1     | 2     | 3     | 4     | 5     | 6     |
| 15    | 7     | 8     | 9     | 10    | 11    | 12    | 13    |
| 16    | 14    | 15    | 16    | 17    | 18    | 19    | 20    |
| 17    | 21    | 22    | 23    | 24    | 25    | 26    | 27    |
| 18    | 28    | 29    | 30    |       |       |       |       |

| Mai | Mai | Mai | Mai | Mai | Mai | Mai | Mai |
| Kw  | Mo  | Di  | Mi  | Do  | Fr  | Sa  | So  |
| --- | --- | --- | --- | --- | --- | --- | --- |
| 18  |     |     |     | 1   | 2   | 3   | 4   |
| 19  | 5   | 6   | 7   | 8   | 9   | 10  | 11  |
| 20  | 12  | 13  | 14  | 15  | 16  | 17  | 18  |
| 21  | 19  | 20  | 21  | 22  | 23  | 24  | 25  |
| 22  | 26  | 27  | 28  | 29  | 30  | 31  |     |

| Juni | Juni | Juni | Juni | Juni | Juni | Juni | Juni |
| Kw   | Mo   | Di   | Mi   | Do   | Fr   | Sa   | So   |
| ---- | ---- | ---- | ---- | ---- | ---- | ---- | ---- |
| 22   |      |      |      |      |      |      | 1    |
| 23   | 2    | 3    | 4    | 5    | 6    | 7    | 8    |
| 24   | 9    | 10   | 11   | 12   | 13   | 14   | 15   |
| 25   | 16   | 17   | 18   | 19   | 20   | 21   | 22   |
| 26   | 23   | 24   | 25   | 26   | 27   | 28   | 29   |
| 27   | 30   |      |      |      |      |      |      |

| Juli | Juli | Juli | Juli | Juli | Juli | Juli | Juli |
| Kw   | Mo   | Di   | Mi   | Do   | Fr   | Sa   | So   |
| ---- | ---- | ---- | ---- | ---- | ---- | ---- | ---- |
| 27   |      | 1    | 2    | 3    | 4    | 5    | 6    |
| 2    | 7    | 8    | 9    | 10   | 11   | 12   | 13   |
| 29   | 14   | 15   | 16   | 17   | 18   | 19   | 20   |
| 30   | 21   | 22   | 23   | 24   | 25   | 26   | 27   |
| 31   | 28   | 29   | 30   | 31   |      |      |      |

| August | August | August | August | August | August | August | August |
| Kw     | Mo     | Di     | Mi     | Do     | Fr     | Sa     | So     |
| ------ | ------ | ------ | ------ | ------ | ------ | ------ | ------ |
| 31     |        |        |        |        | 1      | 2      | 3      |
| 32     | 4      | 5      | 6      | 7      | 8      | 9      | 10     |
| 33     | 11     | 12     | 13     | 14     | 15     | 16     | 17     |
| 34     | 18     | 19     | 20     | 21     | 22     | 23     | 24     |
| 35     | 25     | 26     | 27     | 28     | 29     | 30     | 31     |

| September | September | September | September | September | September | September | September |
| Kw        | Mo        | Di        | Mi        | Do        | Fr        | Sa        | So        |
| --------- | --------- | --------- | --------- | --------- | --------- | --------- | --------- |
| 36        | 1         | 2         | 3         | 4         | 5         | 6         | 7         |
| 37        | 8         | 9         | 10        | 11        | 12        | 13        | 14        |
| 38        | 15        | 16        | 17        | 18        | 19        | 20        | 21        |
| 39        | 22        | 23        | 24        | 25        | 26        | 27        | 28        |
| 40        | 29        | 30        |           |           |           |           |           |

| Oktober | Oktober | Oktober | Oktober | Oktober | Oktober | Oktober | Oktober |
| Kw      | Mo      | Di      | Mi      | Do      | Fr      | Sa      | So      |
| ------- | ------- | ------- | ------- | ------- | ------- | ------- | ------- |
| 40      |         |         | 1       | 2       | 3       | 4       | 5       |
| 41      | 6       | 7       | 8       | 9       | 10      | 11      | 12      |
| 42      | 13      | 14      | 15      | 16      | 17      | 18      | 19      |
| 43      | 20      | 21      | 22      | 23      | 24      | 25      | 26      |
| 44      | 27      | 28      | 29      | 30      | 31      |         |         |

| November | November | November | November | November | November | November | November |
| Kw       | Mo       | Di       | Mi       | Do       | Fr       | Sa       | So       |
| -------- | -------- | -------- | -------- | -------- | -------- | -------- | -------- |
| 44       |          |          |          |          |          | 1        | 2        |
| 45       | 3        | 4        | 5        | 6        | 7        | 8        | 9        |
| 46       | 10       | 11       | 12       | 13       | 14       | 15       | 16       |
| 47       | 17       | 18       | 19       | 20       | 21       | 22       | 23       |
| 48       | 24       | 25       | 26       | 27       | 28       | 29       | 30       |

| Dezember | Dezember | Dezember | Dezember | Dezember | Dezember | Dezember | Dezember |
| Kw       | Mo       | Di       | Mi       | Do       | Fr       | Sa       | So       |
| -------- | -------- | -------- | -------- | -------- | -------- | -------- | -------- |
| 49       | 1        | 2        | 3        | 4        | 5        | 6        | 7        |
| 50       | 8        | 9        | 10       | 11       | 12       | 13       | 14       |
| 51       | 15       | 16       | 17       | 18       | 19       | 20       | 21       |
| 52       | 22       | 23       | 24       | 25       | 26       | 27       | 28       |
| 1        | 29       | 30       | 31       |          |          |          |          |

## Ereignisse

### Politik und Weltgeschehen

#### Schottland

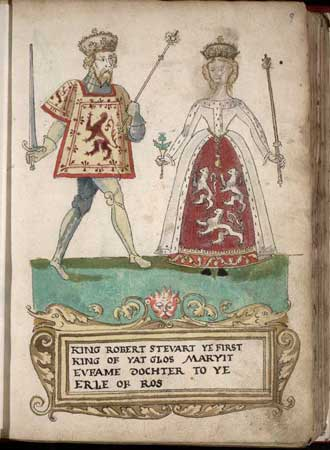
Robert II. von Schottland und Euphemia von Ross

- 22. Februar: Nach dem Tod von David II. wird sein Neffe Robert II. König von Schottland, der erst Anfang des Jahres nach einer Rebellion aus der Gefangenschaft entlassen worden ist. Der Sohn von Walter Stewart, 6. High Steward of Scotland und Marjorie Bruce, der Tochter von König Robert the Bruce, begründet als ehemaliger Great Steward of Scotland das Haus Stuart. Er wird im März in Scone gekrönt. Er ist allerdings kein besonders aktiver König und kümmerte sich kaum um die Regierungsgeschäfte. So übernehmen einflussreiche Adlige die Kontrolle in mehreren Bereichen des Staatswesens.

#### Iberische Halbinsel
Der erste Ferdinandinische Krieg zwischen Ferdinand I. von Portugal und den Königen des Hauses Trastámara um den Thron von Kastilien endet mit dem Vertrag von Alcoutim. Heinrich II. wird von Ferdinand als König anerkannt. Dafür wird seine Vermählung mit Heinrichs Tochter Eleonore von Kastilien für das kommende Jahr vorgesehen.

#### Heiliges Römisches Reich
- 12. Februar: Gerlach von Nassau stirbt. Unter dem Einfluss von Kaiser Karl IV. wird Johann von Luxemburg-Ligny zu seinem Nachfolger als Erzbischof und Kurfürst von Mainz gewählt. Außerdem wird er Reichslandvogt in der Wetterau.
- 22. August: In der Entscheidungsschlacht der Brabanter Fehde bei Baesweiler bleiben die Truppen des Herzogs Wilhelm II. von Jülich, unterstützt durch Herzog Eduard von Geldern, gegen Herzog Wenzel I. von Brabant siegreich.
- 20. November: In Köln endet eine Schlacht der Bürger im Kölner Weberaufstand zwischen ratstreuen Bürgern und Gaffeln einerseits und der Zunft der Weber andererseits in einer Flucht der Weber beim Erkennen ihrer zahlenmäßigen Unterlegenheit. Wer von den Webern nicht fällt oder die Stadt verlässt, wird bald aufgespürt und in die Stadttürme gesperrt. Die reaktionären Kräfte bestrafen die Weber streng, viele werden vertrieben, das Vermögen der Weberzunft konfisziert. Wer schon geflohen ist, darf die Stadt nie mehr betreten.
- Der Sternerkrieg zwischen der Landgrafschaft Hessen und ihren Verbündeten gegen den Sternerbund beginnt.

#### Balkan/Osmanisches Reich

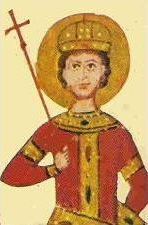
Iwan Schischman. Tetraevangeliar von Zar Iwan Alexander

- 17. Februar: Nach dem Tod von Iwan Alexander wird sein Sohn Iwan Schischman Zar des Zweiten Bulgarenreichs in Weliko Tarnowo. Er ist der letzte bulgarische Herrscher aus dem Geschlecht der Schischmaniden. Er tritt der antiosmanischen Koalition des südserbischen Königs Vukašin Mrnjavčević bei, den er mit einem bulgarischen Kontingent unterstützt.

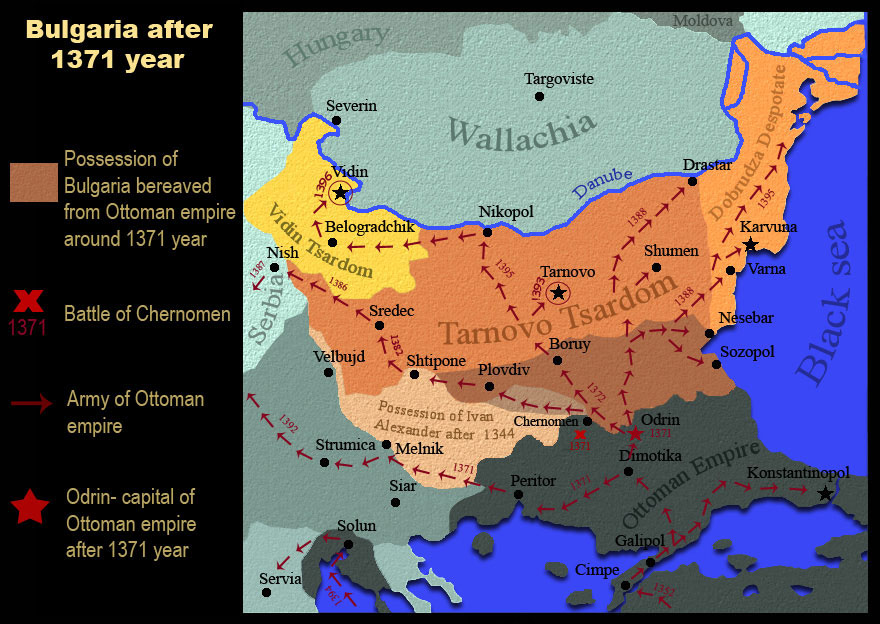
Bulgarien 1371

- um den 26. September: In der Schlacht an der Mariza unterliegt ein bulgarisch-serbisches Heer einem osmanischen und wird dabei völlig aufgerieben. Vukašin Mrnjavčević und sein Bruder Jovan Uglješa fallen in der Schlacht, Vukašins Sohn Marko Kraljević folgt ihm zwar als König, muss aber ebenso wie Iwan Schischman erhebliche Gebietsverluste hinnehmen. Gleiches gilt für Konstantin Dragaš, den serbischen Despoten von Welbaschd. Sie alle werden Vasallen des Osmanischen Reichs und müssen auf osmanischer Seite gegen die Walachen in den Kampf ziehen, den Türken steht die Eroberung Südosteuropas offen.
- 4. Dezember: Der serbische Zar Stefan Uroš V. aus der Nemanjić-Dynastie, wegen seiner Bescheidenheit und Toleranz als der Schwache bezeichnet, stirbt kinderlos. Ein großer Teil der serbischen Fürstentümer im Süden wird von den Osmanen nach der Schlacht an der Mariza erobert. Als Folgewirkung dieser Niederlage geht das Herrschaftsgebiet des Feudalfürsten Lazar Hrebeljanović im Norden Serbiens als neues Kerngebiet des serbischen Staates hervor.

#### Mittelmeer
- Eine Flotte der Republik Genua überfällt und plündert Malta, nachdem zuvor maltesische Piraten ein genuesisches Schiff gekapert haben.

#### Japan
Go-En’yū erhält durch Kaiserliches Dekret den Rang eines Shinnō oder Kaiserlichen Prinzen, unmittelbar danach, am 9. April, wird er durch die Abdankung seines Vaters, Kaiser Go-Kōgon, zum Tennō des japanischen Nordhofes während der Zeit der Nord- und Südhöfe. Go-Kōgon regiert jedoch als Insei de facto weiter.

#### Stadtrechte und urkundliche Ersterwähnungen
- Gräfenberg erhält das Stadtrecht verliehen.
- Fehren wird erstmals urkundlich erwähnt.
- Schwoitsch wird erstmals urkundlich erwähnt.

### Religion
- Das Kloster London Charterhouse wird von Walter de Manny nach Plänen des Architekten Henry Yevele auf einem früheren Pestfriedhof errichtet.

## Geboren

### Geburtsdatum gesichert
- 5. März: Lambert van Duren, Bürgermeister von Köln († 1418)
- 23. April: Wilhelm II., Markgraf von Meißen († 1425)
- 28. Mai: Johann Ohnefurcht, Herzog von Burgund († 1419)

### Genaues Geburtsdatum unbekannt
- James Douglas, schottischer Adeliger († 1443)
- Jean de Lastic, Großmeister des Johanniterordens († 1454)
- Leopold IV. von Habsburg, Graf von Tirol und Vorderösterreich, herzöglicher Regent von Donauösterreich († 1411)
- Sofia von Litauen, Großfürstin von Moskau († 1453)
- Maria, Königin von Ungarn († 1395)
- Thong Lan, König des siamesischen Reiches von Ayutthaya († 1388)
- Wassili I., russischer Großfürst († 1425)
- Zheng He, chinesischer Admiral und Seefahrer († 1435)

### Geboren um 1371
- Friedrich I., Kurfürst von Brandenburg und Burggraf von Nürnberg († 1440)

## Gestorben

### Erstes Halbjahr
- 8. Januar: William Ferrers, englischer Adeliger (* 1333)
- 12. Februar: Gerlach von Nassau, Erzbischof von Mainz (* 1322)
- 17. Februar: Iwan Alexander, Zar von Bulgarien
- 21. Februar: Gottfried IV., letzter Graf von Arnsberg (* um 1295)
- 22. Februar: David II., König von Schottland (* 1324)

Grab der Johanna von Evreux

- 4. März: Johanna von Évreux, Königin von Frankreich (* 1310)
- 26. März: Nikolaus von Laun, Weihbischof in Regensburg (* um 1300)
- 11. Mai: Irmgard von Hohenlohe-Weikersheim, Gräfin von Nassau (* 1315)
- 16. Juni: Pierre d’Aigrefeuille, französischer Kleriker, Bischof von Tulle, Vabres, Clermont, Uzès, Mende und schließlich von Avignon
- 18. Juni: Wolfhart I. von Brandis, Freiherr von Brandis
- 23. Juni: Johann von Virneburg, gewählter, aber nicht päpstlich anerkannter Erzbischof von Köln, Bischof von Münster und danach Bischof von Utrecht

### Zweites Halbjahr
- 26. Juli: Rudolf von Sachsenhausen, Ritter, Ministerialer und Stadtschultheiß von Frankfurt am Main
- 10. August: Akashi Kakuichi, japanischer buddhistischer Mönch und Dichter
- 22. August: Guido, Graf von Ligny und Saint-Pol
- 24. August: Eduard, Herzog von Geldern (* 1336)
- 13. September: Jan Neplach, Abt des Benediktinerklosters Opatowitz (* 1322)
- 20. September: Johann I., Graf von Nassau-Weilburg (* 1309)
- um den 26. September: Vukašin Mrnjavčević, serbischer Adeliger (* um 1320)
- um den 26. September: Jovan Uglješa, serbischer Adeliger und Despot von Serres
- September: Thomas de Vere, englischer Magnat und Militär (* um 1337)
- 16. November: Kraft III. von Hohenlohe-Weikersheim, fränkischer Ritter und Edelmann (* um 1315)
- 4. Dezember: Rainald III., Herzog von Geldern (* 1333)
- 4. Dezember: Stefan Uroš V., Zar von Serbien (* 1337)

### Genaues Todesdatum unbekannt
- Adelhaid von Lupfen, Äbtissin des freiweltlichen Damenstifts Buchau (* vor 1346)
- Adelheid von Hessen, Königin von Polen (* 1324)
- Hermann von Werberg, Herrenmeister des Johanniterordens
- Johann Klingenberg, Ratsherr der Hansestadt Lübeck